# Карповка (Чертковский район)
Ка́рповка — село в Чертковском районе Ростовской области.
Входит в состав Михайлово-Александровского сельского поселения.

## Население
| 2010 |
| ---- |
| 0    |

## Улицы
В селе имеется одна улица — Карповка.